# Sumidouro de Tuim
O Sumidouro de Tuim é um sumidouro tecnogênico localizado em uma mina subterrânea perto da vila de Tuim (Cacássia) e que foi fechada em 1954. Inicialmente eram extraídos minérios de tungstênio (campo de Kiyalykh-Uzen), depois minérios de cobre-molibdênio foram encontrados. O campo era voltado para a mineração subterrânea. Como resultado de uma detonação, o teto da mina caiu, formando uma depressão provocada pelo homem. O minério era levado por carrinhos para fora e depois enviado para a fábrica de enriquicemento localizada nos arredores da vila de Tuim. Eram produzido tungstênio, cobre e molibdênio
Depois que a mina foi preservada no topo da montanha, um buraco com um diâmetro de 6 metros foi formado como resultado do colapso do funcionamento da mina subterrânea, que estava em constante expansão. No fundo formou-se um lago com água azul brilhante (anteriormente entendia-se que o lago tinha tal cor devido a alta concentração de sais de cobre nele, o que não confirmado por estudos). Atualmente, seu diâmetro chega a 200 metros. Em alguns lugares pode-se ver os restantes de mina com cerca de 2 metros de altura, com trilhos para carrinhos. As paredes do sumidouro não são confiáveis e frequentemente desmoronam. A distância entre o topo da montanha até o nível de água é de 120 metros. Na base da montanha você pode ver os restos do campo de trabalho soviético. De lá, o minério era transportado para a fábrica na vila de Tuim.
O sumidouro é equipado com uma plataforma de observação e parte da cerca ao redor do perímetro. O sumidouro de Tuim é visitado por turistas e amantes de esportes radicais: jumping, bungee jumping, mergulho, rope jumping. A entrada é paga.
Em 1996, Yuri Senkevich filmou um enredo para o Clube Telepopular de Viajantes sobre o sumidouro, e mais tarde o local se tornou o pano de fundo para a filmagem do episódio da TV “Fear Factor”.